# Laroque-des-Arcs

Laroque-des-Arcs este o comună în departamentul Lot din sudul Franței. În 2009 avea o populație de 493 de locuitori.

## Evoluția populației
| An        | 1975 | 1982 | 1990 | 1999 | 2006 | 2009 |
| --------- | ---- | ---- | ---- | ---- | ---- | ---- |
| Populație | 377  | 379  | 375  | 471  | 464  | 493  |